# Pluto soldat
Pour plus de détails, voir Fiche technique et Distribution.
Pluto soldat (Private Pluto) est un court-métrage d'animation américain des studios Disney avec Pluto, sorti le 2 avril 1943.
Il marque la première confrontation entre Pluto et deux tamias dont c'est également la première apparition à l'écran mais encore anonymes, les futurs Tic et Tac.

## Synopsis
Pluto est chien de garde dans une base militaire. Il doit protéger les installations dont une tourelle anti-aérienne de saboteurs qui rôdent. Les « saboteurs » sont en réalité une paire de tamias, Tic et Tac, qui y stockent leurs provisions de glands pour l'hiver et qui vont devoir se battre avec Pluto.

## Fiche technique
- Titre original : Private Pluto
- Titre français : Pluto soldat
- Série : Pluto
- Réalisation : Clyde Geronimi
- Animation : John Lounsbery
- Scénario : Carl Barks et Ralph Wright
- Production : Walt Disney
- Société de production : Walt Disney Productions
- Société de distribution : RKO Radio Pictures
- Format : Couleur (Technicolor) - 1,37:1 - Mono (RCA Sound System)
- Durée : 7 min
- Langue :  Anglais
- Pays :  États-Unis
- Dates de sortie :
  - États-Unis : 2 avril 1943[1]

## Voix originales
- Pinto Colvig : Pluto
- James MacDonald : Tic
- Dessie Flynn : Tac

## Voix françaises

### 1erdoublage (1989)
- Béatrice Belthoise : Tic
- Philippe Videcoq : Tac
- Michel Vocoret : un soldat

### 2edoublage (2007)
Idem, reconnu personne... Il y a un soldat au début + Tic et Tac, dont les voix trafiquées rendent difficile toute reconnaissance !

## Commentaires
- Tac n'a pas encore son apparence définitive (son nez rouge).
- Tic et Tac seront à nouveau confrontés à Pluto dans Les Locataires de Mickey (1946)
- Le principe du film trouve un écho dans Donald chez les écureuils (1947) dans lequel c'est Donald Duck qui est aux prises avec Tic et Tac.

## Titre en différentes langues
- Finlande : Alokas Pluto
- Suède : Menige Pluto, Pluto knäcker nötter

Source : IMDb